# Sady nad Torysou
Sady nad Torysou – wieś (obec) na Słowacji położona w kraju koszyckim, w powiecie Koszyce-okolice. Pierwsze wzmianki o miejscowości pochodzą z roku 1964. 
Według danych z dnia 31 grudnia 2012, wieś zamieszkiwało 1860 osób, w tym 964 kobiety i 896 mężczyzn.
W 2001 roku rozkład populacji względem narodowości i przynależności etnicznej wyglądał następująco:
- Słowacy – 95,86%
- Czesi – 0,12%
- Morawianie – 0,12%
- Polacy – 0,12%
- Romowie – 1,28%
- Węgrzy – 1,28%

Ze względu na wyznawaną religię struktura mieszkańców kształtowała się w 2001 roku następująco:
- Katolicy rzymscy – 57,73%
- Grekokatolicy – 16,12%
- Ewangelicy – 0,97%
- Prawosławni – 0,79%
- Ateiści – 4,81%
- Nie podano – 3,04%